# اونداو (کارولینای جنوبی)
اونداو(به انگلیسی: Awendaw) شهری در ایالت کارولینای جنوبی کشور ایالات متحده آمریکا است که جمعیت آن در سرشماری سال ۲۰۱۰ میلادی، ۱٬۲۹۴ نفر بوده‌است.